# Llista d'asteroides/207901-208000
| Nom      | Designació provisional | Data de descobriment   | Lloc de descobriment | Descobridor/s                                          |
| -------- | ---------------------- | ---------------------- | -------------------- | ------------------------------------------------------ |
| 207901 - | 2008 US91              | 28 d'octubre de 2008   | Tzec Maun            | E. Schwab Jr.                                          |
| 207902 - | 2008 UW112             | 22 d'octubre de 2008   | Kitt Peak            | Spacewatch                                             |
| 207903 - | 2008 UX163             | 24 d'octubre de 2008   | Kitt Peak            | Spacewatch                                             |
| 207904 - | 2008 UZ181             | 24 d'octubre de 2008   | Mount Lemmon         | Mount Lemmon Survey                                    |
| 207905 - | 2008 UD186             | 24 d'octubre de 2008   | Kitt Peak            | Spacewatch                                             |
| 207906 - | 2008 UQ201             | 28 d'octubre de 2008   | Socorro              | LINEAR                                                 |
| 207907 - | 2008 UR257             | 27 d'octubre de 2008   | Kitt Peak            | Spacewatch                                             |
| 207908 - | 2008 UO263             | 27 d'octubre de 2008   | Kitt Peak            | Spacewatch                                             |
| 207909 - | 2008 UW276             | 28 d'octubre de 2008   | Mount Lemmon         | Mount Lemmon Survey                                    |
| 207910 - | 2008 UA303             | 29 d'octubre de 2008   | Kitt Peak            | Spacewatch                                             |
| 207911 - | 2008 UE305             | 29 d'octubre de 2008   | Kitt Peak            | Spacewatch                                             |
| 207912 - | 2008 UH316             | 30 d'octubre de 2008   | Kitt Peak            | Spacewatch                                             |
| 207913 - | 2008 VN13              | 7 de novembre de 2008  | Nogales              | Tenagra II                                             |
| 207914 - | 2008 VK18              | 1 de novembre de 2008  | Kitt Peak            | Spacewatch                                             |
| 207915 - | 2008 VU38              | 2 de novembre de 2008  | Catalina             | CSS                                                    |
| 207916 - | 2008 VB51              | 4 de novembre de 2008  | Kitt Peak            | Spacewatch                                             |
| 207917 - | 2008 VF59              | 7 de novembre de 2008  | Mount Lemmon         | Mount Lemmon Survey                                    |
| 207918 - | 2008 VG62              | 8 de novembre de 2008  | Kitt Peak            | Spacewatch                                             |
| 207919 - | 2008 VL66              | 2 de novembre de 2008  | Catalina             | CSS                                                    |
| 207920 - | 2008 WC2               | 18 de novembre de 2008 | Socorro              | LINEAR                                                 |
| 207921 - | 2008 WD12              | 18 de novembre de 2008 | Catalina             | CSS                                                    |
| 207922 - | 2008 WC15              | 17 de novembre de 2008 | Kitt Peak            | Spacewatch                                             |
| 207923 - | 2008 WS32              | 18 de novembre de 2008 | Kitt Peak            | Spacewatch                                             |
| 207924 - | 2008 WA43              | 17 de novembre de 2008 | Kitt Peak            | Spacewatch                                             |
| 207925 - | 2008 WY43              | 17 de novembre de 2008 | Kitt Peak            | Spacewatch                                             |
| 207926 - | 2008 WS60              | 19 de novembre de 2008 | Socorro              | LINEAR                                                 |
| 207927 - | 2008 WE63              | 20 de novembre de 2008 | Socorro              | LINEAR                                                 |
| 207928 - | 2008 WV68              | 18 de novembre de 2008 | Kitt Peak            | Spacewatch                                             |
| 207929 - | 2008 WB76              | 20 de novembre de 2008 | Kitt Peak            | Spacewatch                                             |
| 207930 - | 2008 XD37              | 2 de desembre de 2008  | Kitt Peak            | Spacewatch                                             |
| 207931 - | 2008 YM9               | 24 de desembre de 2008 | Weihai               | Shandong                                               |
| 207932 - | 2008 YW16              | 21 de desembre de 2008 | Mount Lemmon         | Mount Lemmon Survey                                    |
| 207933 - | 2008 YF17              | 21 de desembre de 2008 | Mount Lemmon         | Mount Lemmon Survey                                    |
| 207934 - | 2008 YQ17              | 21 de desembre de 2008 | Mount Lemmon         | Mount Lemmon Survey                                    |
| 207935 - | 2009 AF                | 1 de gener de 2009     | RAS                  | A. Lowe                                                |
| 207936 - | 4511 P-L               | 24 de setembre de 1960 | Palomar              | C. J. van Houten, I. van Houten-Groeneveld, T. Gehrels |
| 207937 - | 3367 T-2               | 25 de setembre de 1973 | Palomar              | C. J. van Houten, I. van Houten-Groeneveld, T. Gehrels |
| 207938 - | 2108 T-3               | 16 d'octubre de 1977   | Palomar              | C. J. van Houten, I. van Houten-Groeneveld, T. Gehrels |
| 207939 - | 3205 T-3               | 16 d'octubre de 1977   | Palomar              | C. J. van Houten, I. van Houten-Groeneveld, T. Gehrels |
| 207940 - | 3518 T-3               | 16 d'octubre de 1977   | Palomar              | C. J. van Houten, I. van Houten-Groeneveld, T. Gehrels |
| 207941 - | 3827 T-3               | 16 d'octubre de 1977   | Palomar              | C. J. van Houten, I. van Houten-Groeneveld, T. Gehrels |
| 207942 - | 4291 T-3               | 16 d'octubre de 1977   | Palomar              | C. J. van Houten, I. van Houten-Groeneveld, T. Gehrels |
| 207943 - | 1979 MN4               | 25 de juny de 1979     | Siding Spring        | E. F. Helin, S. J. Bus                                 |
| 207944 - | 1981 EG8               | 1 de març de 1981      | Siding Spring        | S. J. Bus                                              |
| 207945 - | 1991 JW                | 8 de maig de 1991      | Palomar              | K. J. Lawrence, E. F. Helin                            |
| 207946 - | 1991 TH16              | 6 d'octubre de 1991    | Palomar              | A. Lowe                                                |
| 207947 - | 1991 TU16              | 6 d'octubre de 1991    | Palomar              | A. Lowe                                                |
| 207948 - | 1993 FL12              | 17 de març de 1993     | La Silla             | UESAC                                                  |
| 207949 - | 1993 FX33              | 19 de març de 1993     | La Silla             | UESAC                                                  |
| 207950 - | 1993 TX9               | 12 d'octubre de 1993   | Kitt Peak            | Spacewatch                                             |
| 207951 - | 1994 AH7               | 7 de gener de 1994     | Kitt Peak            | Spacewatch                                             |
| 207952 - | 1994 GT4               | 6 d'abril de 1994      | Kitt Peak            | Spacewatch                                             |
| 207953 - | 1994 PQ18              | 12 d'agost de 1994     | La Silla             | E. W. Elst                                             |
| 207954 - | 1994 RU21              | 5 de setembre de 1994  | La Silla             | E. W. Elst                                             |
| 207955 - | 1994 US6               | 28 d'octubre de 1994   | Kitt Peak            | Spacewatch                                             |
| 207956 - | 1995 DU8               | 24 de febrer de 1995   | Kitt Peak            | Spacewatch                                             |
| 207957 - | 1995 FN7               | 25 de març de 1995     | Kitt Peak            | Spacewatch                                             |
| 207958 - | 1995 NA1               | 1 de juliol de 1995    | Kitt Peak            | Spacewatch                                             |
| 207959 - | 1995 OR7               | 24 de juliol de 1995   | Kitt Peak            | Spacewatch                                             |
| 207960 - | 1995 OZ9               | 30 de juliol de 1995   | Kitt Peak            | Spacewatch                                             |
| 207961 - | 1995 OV17              | 27 de juliol de 1995   | Kitt Peak            | Spacewatch                                             |
| 207962 - | 1995 SF19              | 18 de setembre de 1995 | Kitt Peak            | Spacewatch                                             |
| 207963 - | 1995 SM20              | 18 de setembre de 1995 | Kitt Peak            | Spacewatch                                             |
| 207964 - | 1995 SC79              | 21 de setembre de 1995 | Kitt Peak            | Spacewatch                                             |
| 207965 - | 1995 UY21              | 19 d'octubre de 1995   | Kitt Peak            | Spacewatch                                             |
| 207966 - | 1995 UQ23              | 19 d'octubre de 1995   | Kitt Peak            | Spacewatch                                             |
| 207967 - | 1995 UZ23              | 19 d'octubre de 1995   | Kitt Peak            | Spacewatch                                             |
| 207968 - | 1995 VF14              | 15 de novembre de 1995 | Kitt Peak            | Spacewatch                                             |
| 207969 - | 1996 AR5               | 12 de gener de 1996    | Kitt Peak            | Spacewatch                                             |
| 207970 - | 1996 BZ3               | 29 de gener de 1996    | Kitt Peak            | Spacewatch                                             |
| 207971 - | 1996 JV8               | 12 de maig de 1996     | Kitt Peak            | Spacewatch                                             |
| 207972 - | 1996 JZ13              | 11 de maig de 1996     | Kitt Peak            | Spacewatch                                             |
| 207973 - | 1996 PT4               | 14 d'agost de 1996     | Haleakala            | NEAT                                                   |
| 207974 - | 1996 RM1               | 8 de setembre de 1996  | Haleakala            | NEAT                                                   |
| 207975 - | 1996 TY8               | 12 d'octubre de 1996   | Catalina Station     | T. B. Spahr                                            |
| 207976 - | 1996 TB36              | 11 d'octubre de 1996   | Kitt Peak            | Spacewatch                                             |
| 207977 - | 1996 TL36              | 12 d'octubre de 1996   | Kitt Peak            | Spacewatch                                             |
| 207978 - | 1996 VH15              | 5 de novembre de 1996  | Kitt Peak            | Spacewatch                                             |
| 207979 - | 1996 VW22              | 9 de novembre de 1996  | Kitt Peak            | Spacewatch                                             |
| 207980 - | 1996 VJ36              | 10 de novembre de 1996 | Kitt Peak            | Spacewatch                                             |
| 207981 - | 1996 XO8               | 6 de desembre de 1996  | Kitt Peak            | Spacewatch                                             |
| 207982 - | 1997 AY8               | 2 de gener de 1997     | Kitt Peak            | Spacewatch                                             |
| 207983 - | 1997 FT4               | 30 de març de 1997     | Kitt Peak            | Spacewatch                                             |
| 207984 - | 1997 TG6               | 2 d'octubre de 1997    | Caussols             | ODAS                                                   |
| 207985 - | 1997 WL11              | 22 de novembre de 1997 | Kitt Peak            | Spacewatch                                             |
| 207986 - | 1997 WM17              | 23 de novembre de 1997 | Kitt Peak            | Spacewatch                                             |
| 207987 - | 1997 WT25              | 21 de novembre de 1997 | Kitt Peak            | Spacewatch                                             |
| 207988 - | 1998 DJ12              | 23 de febrer de 1998   | Kitt Peak            | Spacewatch                                             |
| 207989 - | 1998 DH19              | 24 de febrer de 1998   | Kitt Peak            | Spacewatch                                             |
| 207990 - | 1998 ES2               | 2 de març de 1998      | Caussols             | ODAS                                                   |
| 207991 - | 1998 EJ14              | 1 de març de 1998      | La Silla             | E. W. Elst                                             |
| 207992 - | 1998 FC4               | 20 de març de 1998     | Kitt Peak            | Spacewatch                                             |
| 207993 - | 1998 FJ48              | 20 de març de 1998     | Socorro              | LINEAR                                                 |
| 207994 - | 1998 FC50              | 20 de març de 1998     | Socorro              | LINEAR                                                 |
| 207995 - | 1998 FM127             | 24 de març de 1998     | Socorro              | LINEAR                                                 |
| 207996 - | 1998 GD10              | 2 d'abril de 1998      | Socorro              | LINEAR                                                 |
| 207997 - | 1998 HJ42              | 24 d'abril de 1998     | Kitt Peak            | Spacewatch                                             |
| 207998 - | 1998 HH61              | 21 d'abril de 1998     | Socorro              | LINEAR                                                 |
| 207999 - | 1998 HK84              | 21 d'abril de 1998     | Socorro              | LINEAR                                                 |
| 208000 - | 1998 HQ136             | 20 d'abril de 1998     | Socorro              | LINEAR                                                 |